# Philips Natuurkundig Laboratorium

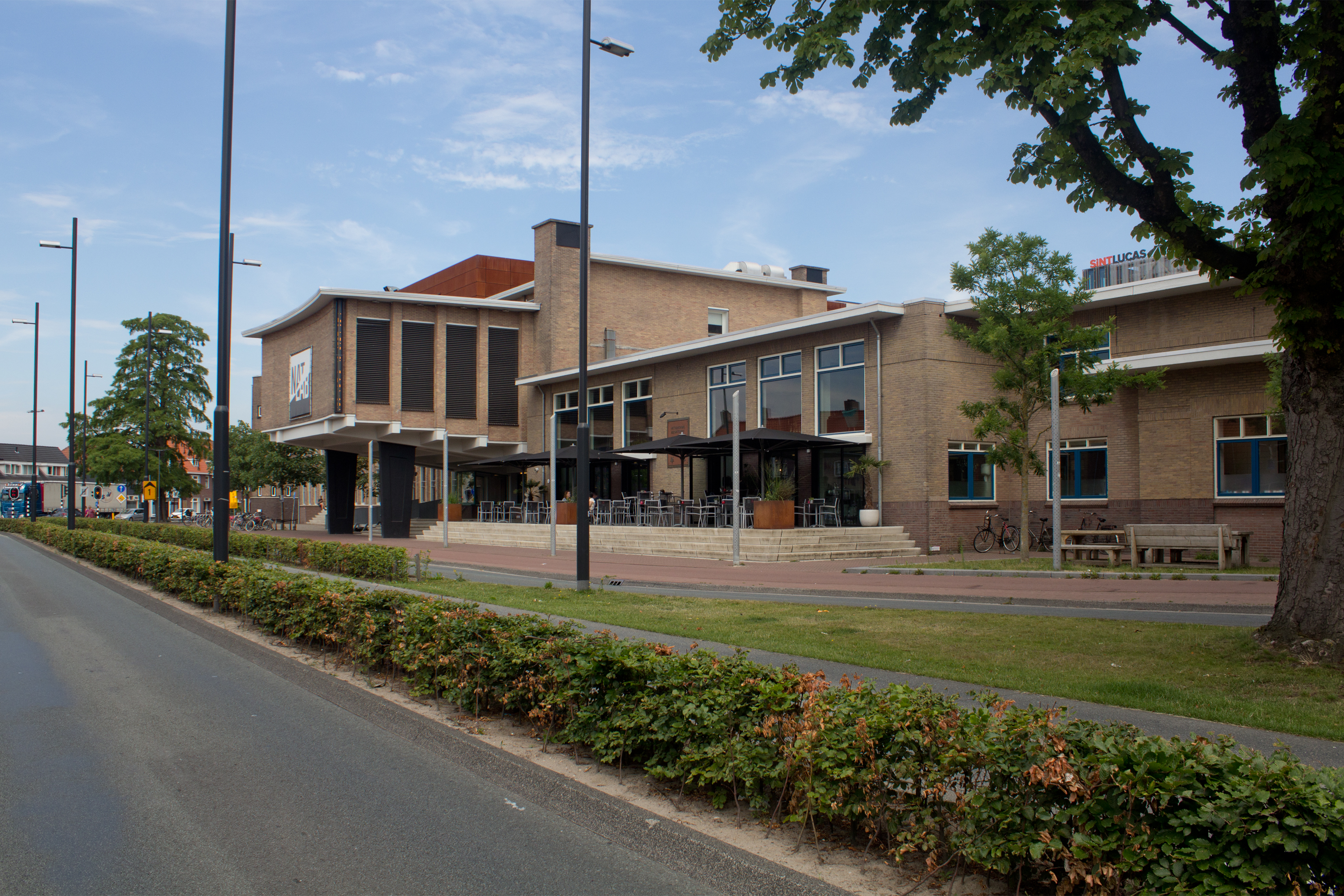
Het eerste gebouw van het Philips Natuurkundig Laboratorium, dat in 2013 is omgebouwd tot filmtheater en café-restaurant

Het Philips Natuurkundig laboratorium, meestal kort NatLab genoemd, was de in Nederland gevestigde onderzoeksafdeling van Philips, waar onderzoek gedaan wordt ten behoeve van de productdivisies van de Philips organisatie. Het NatLab bevond zich aanvankelijk in het stadsdeel Strijp in Eindhoven en verhuisde begin jaren zestig naar Waalre. Door gemeentelijke grenscorrecties in 1972 kwam het NatLab weer in Eindhoven te liggen. Rond 1975 werkten er circa 2000 mensen bij het NatLab, waarvan ongeveer 600 onderzoekers met een universitaire opleiding. De onderzoekstak van Philips heeft ook afdelingen in Duitsland, Engeland, Verenigde Staten, India en China. Ongeveer de helft van Philips' onderzoekswerkzaamheden vindt buiten Nederland plaats. Het aantal onderzoekers neemt steeds verder af. In januari 2023 werd een grote bezuinigingsactie aangekondigd, waarmee de ontmanteling van het NatLab nu compleet is.

## Geschiedenis
De geschiedenis van het NatLab kent ruwweg drie perioden.

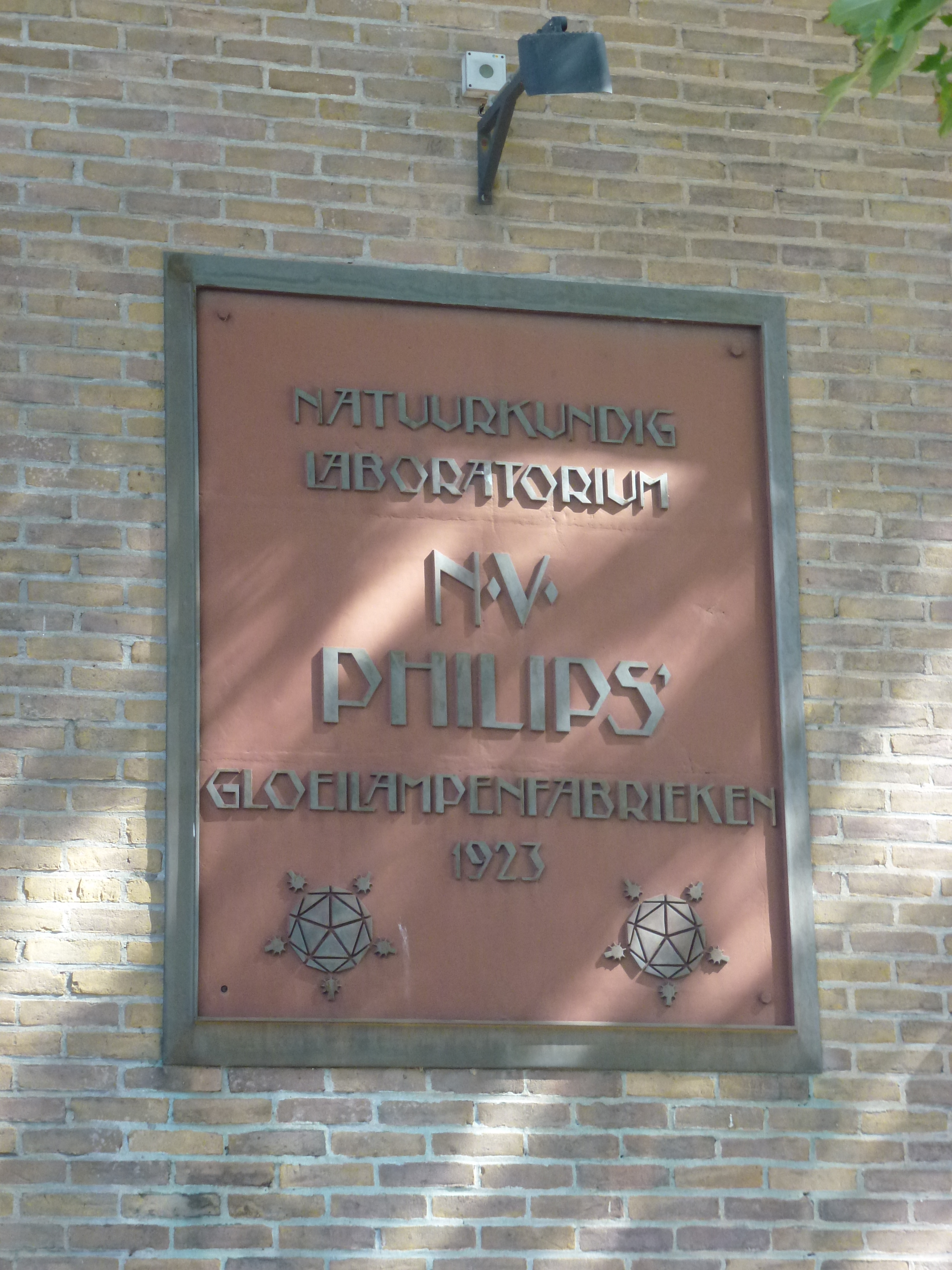
NatLab gevelplaquette

### Begin (1914-1946)
Het NatLab is in 1914 opgericht op initiatief van Gerard en Anton Philips. Een belangrijke reden om onafhankelijk onderzoek te verrichten, en deze reden is tot op heden nog geldig, is het zelf creëren van octrooien, zodat Philips niet afhankelijk is van octrooien van derden. Zij trokken de fysicus Gilles Holst aan, die gedurende het eerste decennium samen met Ekko Oosterhuis en een handjevol assistenten de wetenschappelijke staf van het NatLab vormden. Vanaf het begin tot 1946 was Holst directeur. Holst zorgde voor een academische sfeer; onderzoekers kregen veel vrijheid en werden geregeld bijgepraat door groten uit hun vakgebied. In 1923 kwam bijvoorbeeld Albert Einstein op bezoek. Daarin verschilde het NatLab van vele andere laboratoria die Philips eropna hield; het NatLab leek sterk op het AT&T Bell Laboratorium in de Verenigde Staten. Er werd behalve industrieel ook fundamenteel onderzoek gedaan. 
Twee opvallende voorbeelden zijn de onderzoekers Balthasar van der Pol en Bernard Tellegen. De fysicus Van der Pol trad in 1922 in dienst met als opdracht een onderzoeksprogramma te starten betreffende radiotechnologie. Van der Pol heeft belangrijke bijdragen geleverd aan onderzoek naar de voortplanting van radiogolven, waaronder de invloed daarop van de kromming van het aardoppervlak, alsmede aan de theorie van elektrische schakelingen en trillingen, en wiskundige problemen die daarmee in verband staan. Elektrotechnicus Tellegen trad in dienst bij het NatLab in 1923, en werd Van der Pols eerste medewerker. Tellegen richtte zich eerst op triodes, en vond in 1926 de pentode uit, een radiobuis die werd gebruikt in Philips' eerste radio-ontvanger. Later werd de pentode in vrijwel elke radio en elke versterker toegepast. Tellegen verrichtte ook baanbrekend theoretisch werk aan elektrische netwerken. Van der Pol werd in 1925 mentor van de briljante Delftse student Johan Numans, die een kristalgestuurde kortegolf-telefoniezender ontwierp en construeerde. Op 11 maart 1927 werd deze zender met roepletters PCJJ wereldnieuws, omdat de vrijwel onvervormde muziek in de hele wereld gehoord werd. Dit leidde tot het oprichten van de Philips Omroep Holland-Indië (PHOHI).
NatLab directeur Holst schatte begin jaren dertig het belang van televisie niet hoog in. Zelfs toen alle andere concurrenten daar rond 1933 hun onderzoek op richtten, hield hij vast aan zijn opvatting dat er vooralsnog weinig commercieel perspectief in televisie zat. Hij verwachtte namelijk meer van een huisbioscoop via projectie. Pas na een bezoek in 1936 van NatLab-ingenieurs aan de Verenigde Staten kreeg het televisie-onderzoek bij het Natlab enige vaart. Op 2 oktober 1951 was de eerste landelijke uitzending.

### Grote groei en bloei (1946-1972)
Met het aantreden in 1946 van Holsts opvolgers, een driemanschap bestaande uit de fysicus Hendrik Casimir, die uiteindelijk de hoogst verantwoordelijk en lid van de Raad van Bestuur zou worden, de chemicus Evert Verwey en de ingenieur Herre Rinia brak de glorietijd van het NatLab aan. 
Onder Frits Philips was het concern definitief bij de giganten gaan horen met ruim 350.000 werknemers in 1970. Het NatLab groeide mee tot wereldformaat. In 1963 werd de campus in Waalre ontworpen, geschikt voor drieduizend medewerkers, groter dan enige Nederlandse universiteit. Die omvang zou het NatLab overigens niet bereiken; 2400 werknemers was het hoogste aantal, inclusief de inmiddels toegevoegde buitenlandse vestigingen. Dit aantal was maar een fractie van de in totaal 400.000 Philips medewerkers wereldwijd. Het NatLab was een superuniversiteit waar de 'besten van de klas' in grote vrijheid onderzoek konden verrichten onder welhaast ideale omstandigheden (geen college geven, vrijwel onbeperkte budgetten enz.).
Er zijn vele fundamentele en commerciële bijdragen geleverd, waaronder de Plumbicon-camerabuis en de geflopte videolangspeelplaat (VLP), die in 1980 de grondslag vormde voor de uiterst populaire compact disc. Er werden ook belangrijke bijdragen gedaan aan de IC-technologie: door Else Kooi werd de LOCOS-techniek uitgevonden en Kees Hart en Arie Slob vonden begin jaren zeventig I²L (Integrated Injection Logic) uit.
Commerciële blunders werden er ook gemaakt. Fundamenteel gebruiksonderzoek van de eerste synthesizers door Dick Raaijmakers (onder de naam Kid Baltan) en Tom Dissevelt leidde tot internationaal gewaardeerde elektronische muziek en jazzmuziek, maar Philips zelf vond het gepruts en liet het onderzoek versloffen. In de 50er jaren werd bij RCA in de Verenigde Staten kleurentelevisie ontwikkeld. Het NatLab toonde weinig interesse en miste daardoor essentiële octrooien zoals RCAs schaduwmasker beeldbuis en Telefunkens PAL standaard.  Als alternatief voor de  gemiste schaduwmaskerbuis richtte het NatLab onderzoek zich op een één-bundel, ‘beam-indexing’, system, maar dit leidde niet tot een commerciële introductie. Kleurentelevisie werd in Nederland geïntroduceerd in 1967.

### Einde (1972 tot circa 2012)

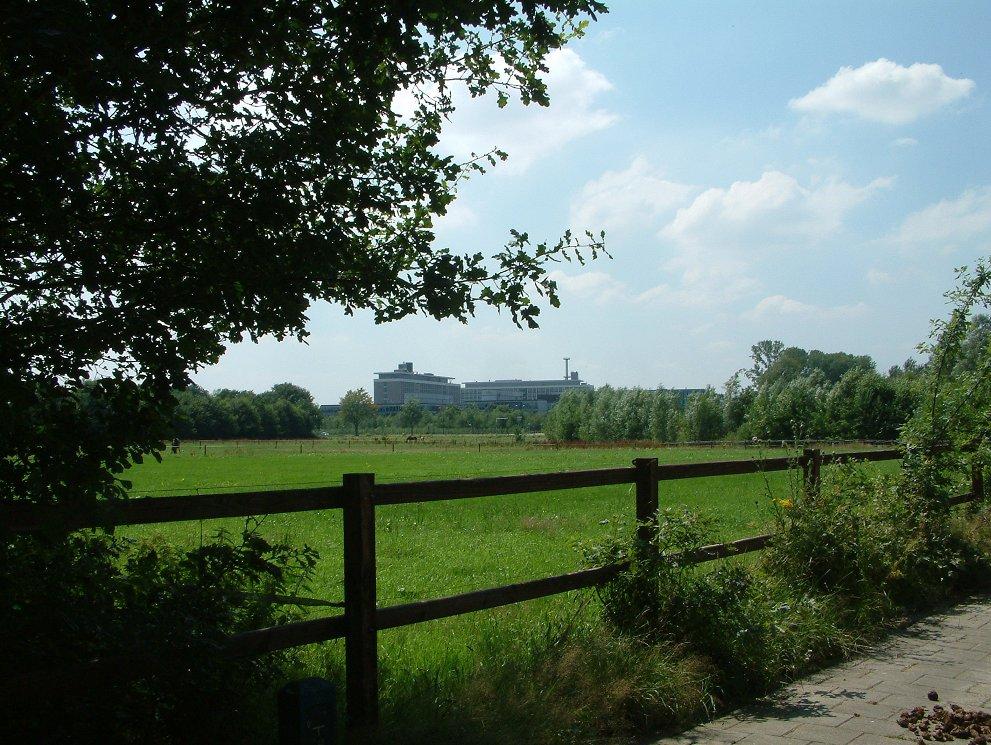
De High Tech Campus gezien vanuit de Genneper Parken.

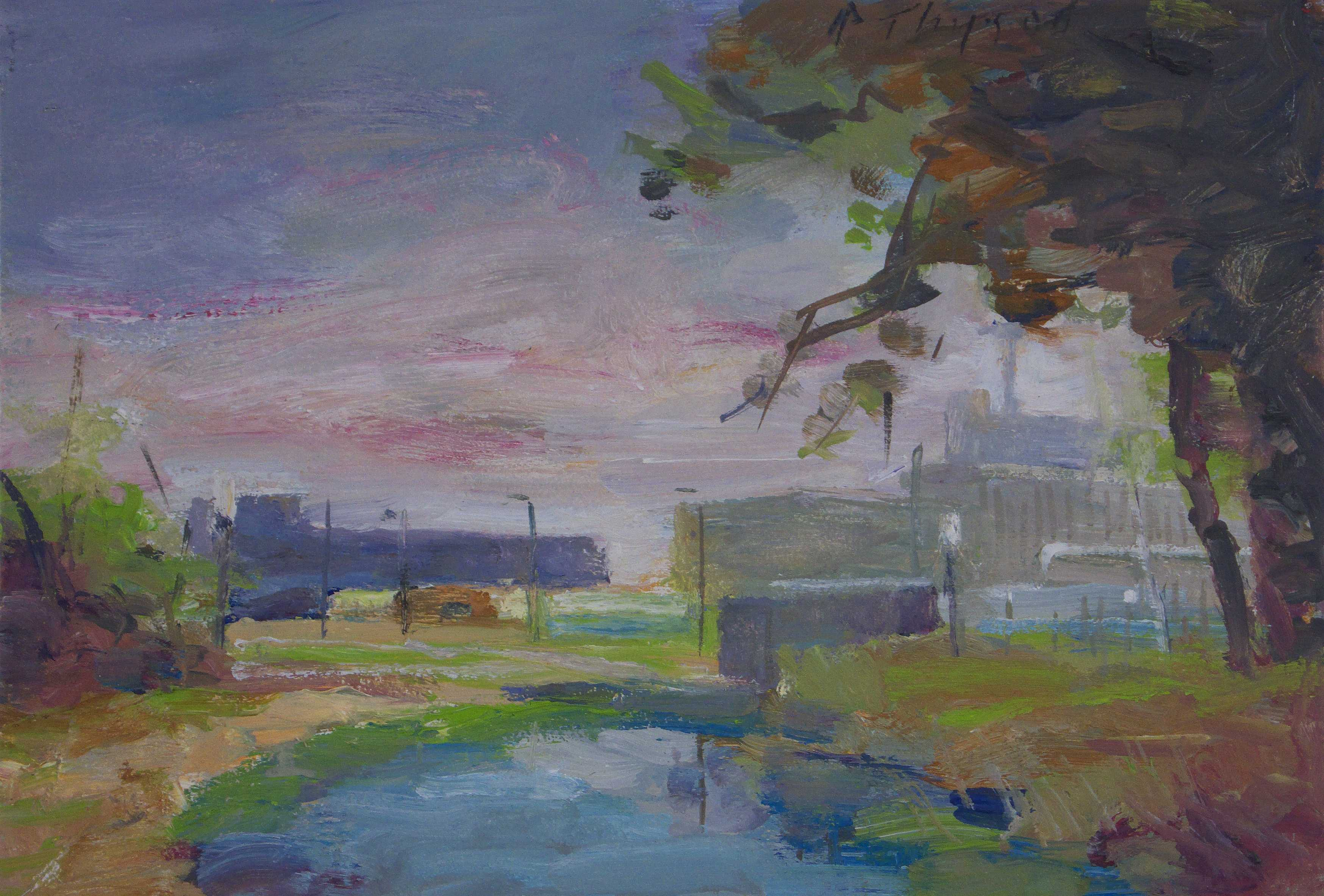
High Technology Campus

De derde periode, na het vertrek van Casimir in 1972, is een tijd van verschraling en teloorgang: er kwam een einde aan de periode van sterke economische groei, en bedrijven konden het zich niet langer veroorloven om duur onderzoek uit te voeren. Het geloof in de stimulerende rol van fundamenteel onderzoek was verwaterd. 
Ook verkeerde beslissingen van het NatLab-management zoals de ontwikkeling van de geflopte videoplaat, V2000-videorecorder en het initiële gebrek aan steun aan de ontwikkeling van de compact disc – de cd-ontwikkeling was een initiatief van de audioafdeling – deden geen goed bij de raad van bestuur van Philips. Rond 1995 ontwikkelde het NatLab op initiatief van researchdirecteur Kees Bulthuis in het diepste geheim zijn eigen technologie (projectnaam Zeus) voor een platte beeldbuis, met de bedoeling om de concurrentie te overrompelen met een superieur product. De concurrentie verkoos echter een andere techniek, lcd, en Philips kon daar in zijn eentje niet tegenop en moest het miljarden euro’s gekoste Zeus-project afblazen.  
Het ging slechter met Philips en een bankroet dreigde eind jaren tachtig. Onder het bewind van researchdirecteur Kees Bulthuis ging het steeds sneller bergafwaarts met het langetermijnonderzoek, mede door het invoeren van een decentrale financiering. In drie jaar tijd bracht Bulthuis de uitgaven met 60 miljoen euro omlaag. Honderden NatLab-medewerkers werden ontslagen en afdelingen werden opgeheven, waaronder in 1990 de gehele wiskunde-afdeling in Brussel. Het NatLab, voorheen gebudgetteerd door de Raad van Bestuur, werd na 1989 voor twee derde betaald via contracten met productdivisies. De rol van het NatLab werd daardoor veel bescheidener: het diende slechts als kennisbron en niet meer als centrum van innovatie. 
Er vond een verschuiving plaats van een individueel werkklimaat naar een sfeer waarin het collectief belangrijk gevonden wordt. Bulthuis stelde in een intern memo dat hij niet veel waarde hecht aan het winnen van individuele prijzen, zelfs als het de Nobelprijs betreft. Het door nieuwsgierigheid gedreven onderzoek werd aan banden gelegd en de belangen van de productdivisies kregen prioriteit.
Dr. ir. Ad Huijser, voormalig hoogste technologiechef van Philips, stelde dat het onderzoekswerk op het NatLab verder zal krimpen en naar het Verre Oosten verschuiven. Huijser verwachtte dat, bij gelijkblijvend beleid, het NatLab in vijftien jaar, dus net na het 100-jarig jubileum in 2017, verdwenen zou zijn (het werd 2023). De hoogste baas van Philips Research, Ad Huijser, was toen tevens commissaris bij LG.Philips Displays (LPD), een joint venture van Philips en LG. 
LG.Philips Displays Holding BV was direct betrokken bij een frauduleus kartel van producenten van televisies en computerbeeldschermen. Voor deelname aan dit kartel kreeg Philips in 2012 een Europese boete van 509 miljoen euro.
Door de verkoop in 2006 van het bedrijfsonderdeel Semiconductors verdwenen er in dat jaar circa 350 NatLab-medewerkers, hetgeen het aantal medewerkers naar circa 600 bracht (tegen ca. 2000 mensen in 1970).
In 2000 werd op het terrein van het NatLab een begin gemaakt met de bouw van de High Tech Campus. Philips verkocht het terrein in 2012 voor 425 miljoen euro aan een groep investeerders. In totaal hebben 160 verschillende bedrijven er een vestiging, waaronder IBM, Intel, Shimano en ASML.

## Beroemde NatLab-onderzoekers
- Anton Eduard van Arkel
- Jan Hendrik de Boer
- Hendrik Casimir
- Gustav Ludwig Hertz
- Else Kooi
- Frans Michel Penning
- Gerard van der Plaats
(voor een korte tijd in 1930)
- Balthasar van der Pol
- Dick Raaijmakers
- Kees Schouhamer Immink
- Bernard Tellegen
- Roelof Vermeulen
- Hajo Meyer